# Chengdu Aircraft Industry Group
La Chengdu Aircraft Industry Group (nota anche come Chengdu Aerospace Corporation) è un'azienda aeronautica cinese. Fondata nel 1990, ha sede nella città di Chengdu capoluogo della provincia dello Sichuan, è specializzata nella produzione di velivoli militari e fa parte del gruppo Aviation Industry Corporation of China (AVIC).

## Prodotti

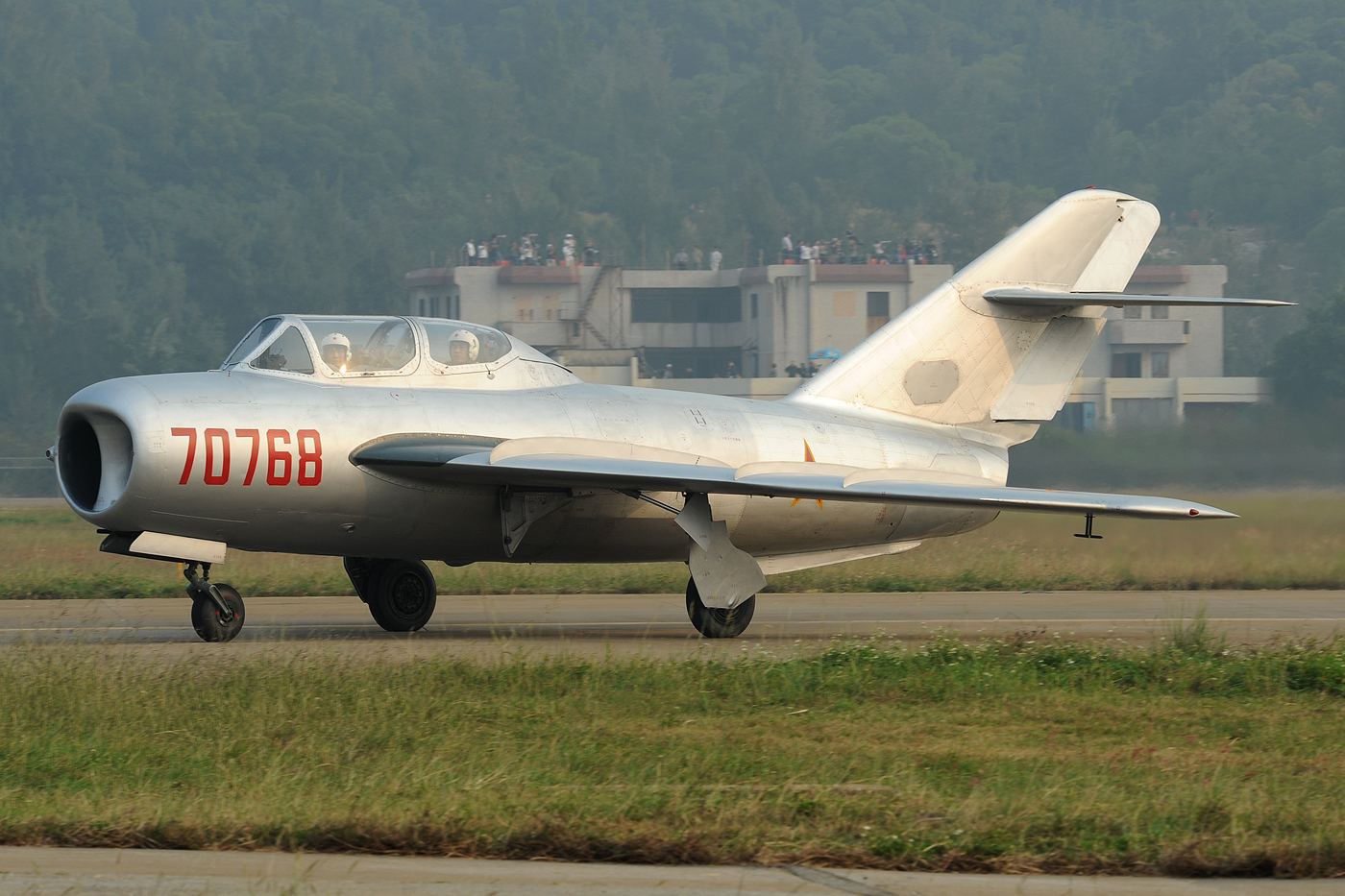
Shenyang J-5

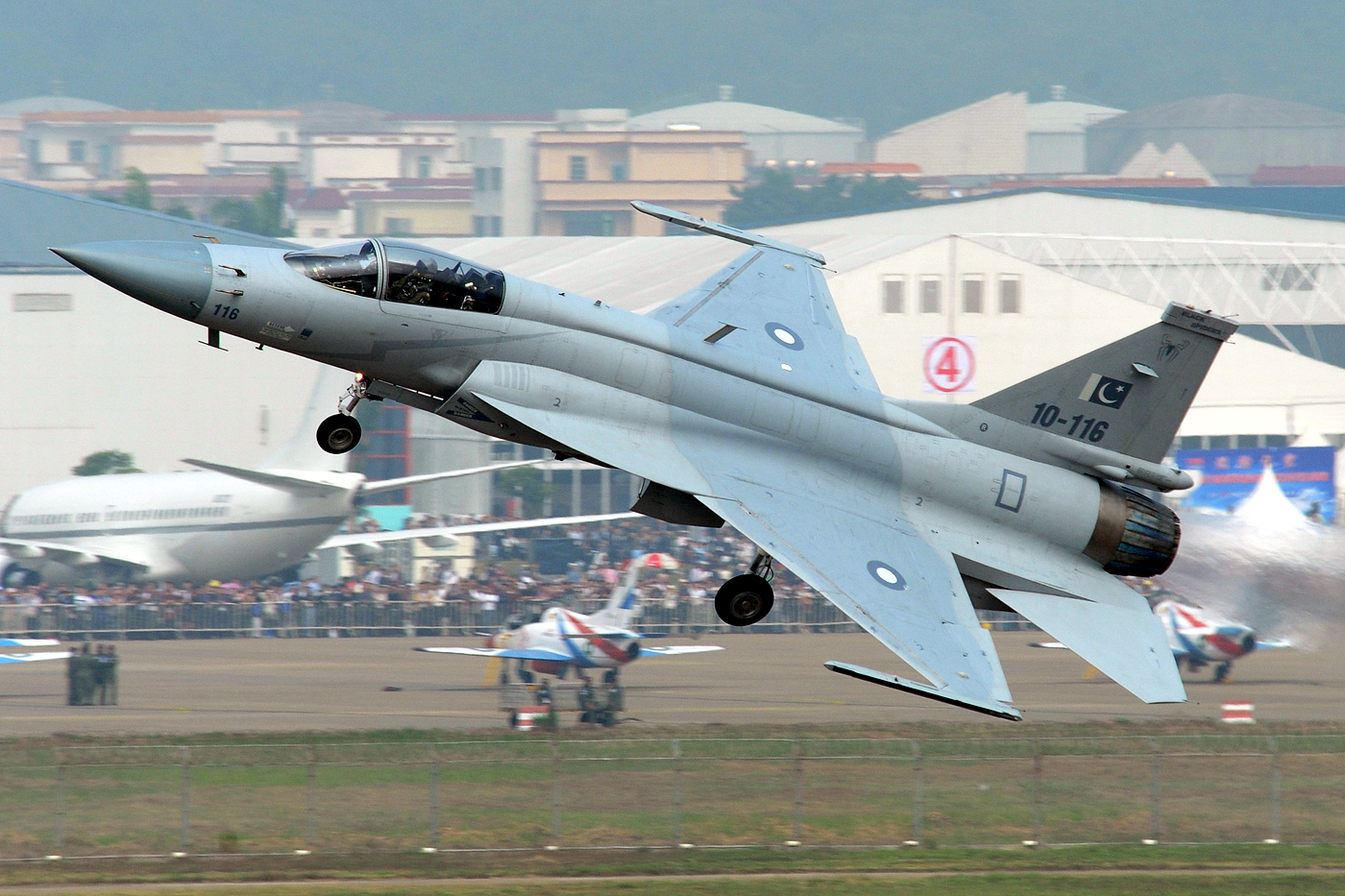
Joint Fighter JF-17 Thunder

### Aerei da Combattimento
- Chengdu JJ-5 addestratore jet (JianJiao-5); modello da esportazione designato FT-5.[3]
- Chengdu J-7 - caccia multiruolo monomotore a getto; modello da esportazione designato export F-7.
- Joint Fighter JF-17 Thunder - caccia multiruolo monomotore a getto; prodotto in collaborazione con il Pakistan Aeronautical Complex.
- Chengdu J-9 - caccia intercettori; progetto annullato nel 1970.
- Chengdu J-10 - caccia multiruolo di quarta generazione e mezza.
- Chengdu J-20 - caccia stealth di quinta generazione.

### Business Jet
- CBJ800 - in sviluppo.

### Componenti
- ACAC ARJ21 sezione del naso.[4]
- Licenziatario cinese del McDonnell Douglas MD-80.[3]
- Fornitore di componenti per Northrop Grumman.
- Impennaggio (stabilizzatore orizzontale, pinna verticale e sezione di coda) per il Boeing 757.[3]
- Parti per Airbus.

### Motori
- licenza per la produzione del turbogetto di RD-500K.
- turbogetto WP6 - versione cinese del Tumanskij RD-9.
- LM WP13 turbojet - Chinese version of Tumanskij R-13.
- componenti del Pratt & Whitney JT8D.

### Aeromobili a pilotaggio remoto
- CAIG Wing Loong
- Guizhou Soar Dragon